# Пшиточна (гміна)
Гміна Пшиточна (пол. Gmina Przytoczna) — сільська гміна у північно-західній Польщі. Належить до Мендзижецького повіту Любуського воєводства.
Станом на 31 грудня 2011 у гміні проживало 5644 особи.

## Площа
Згідно з даними за 2007 рік площа гміни становила 184.50 км², у тому числі:
- орні землі: 50.00%
- ліси: 39.00%

Таким чином, площа гміни становить 13.29% площі повіту.

## Населення
Станом на 31 грудня 2011:
| Опис     | Загалом | Загалом | Чоловіки | Чоловіки | Жінки | Жінки |
| -------- | ------- | ------- | -------- | -------- | ----- | ----- |
| одиниця  | осіб    | %       | осіб     | %        | осіб  | %     |
| все      | 5644    | 100     | 2934     | 51.98    | 2710  | 48.02 |
| міське   | 0       | 100     | 0        |          | 0     |       |
| сільське | 5644    | 100     | 2934     | 51.98    | 2710  | 48.02 |

## Сусідні гміни
Гміна Пшиточна межує з такими гмінами: Бледзев, М'єндзижеч, М'єндзихуд, Пщев, Сквежина.